# ماورو بونومي
ماورو بونومي (بالإيطالية: Mauro Bonomi)‏ هو لاعب كرة قدم إيطالي في مركز الدفاع، ولد في 23 أغسطس 1972 في كريمونا في إيطاليا. شارك مع منتخب إيطاليا تحت 18 سنة لكرة القدم ومنتخب إيطاليا تحت 21 سنة لكرة القدم. أما مع النوادي، فقد لعب مع نادي بولونيا ونادي تشيزينا ونادي تورينو ونادي رافينا ونادي كاتانزارو ونادي كالياري ونادي كريمونيسي ونادي لاتسيو ونادي نابولي.

## وصلات خارجية
- ماورو بونومي على موقع الاتحاد الدولي (مؤرشف)  (الإنجليزية)
- ماورو بونومي على موقع قاعدة بيانات كرة القدم.إي يو (الإنجليزية)
- ماورو بونومي على موقع عالم كرة القدم.نت (الإنجليزية)
- ماورو بونومي على موقع أوليمبيديا (الإنجليزية)